# Bollenbach
Bollenbach là một xã ở huyện Birkenfeld, bang Rheinland-Pfalz, nước Đức. Xã Bollenbach có diện tích 3,77 km².